# Karmen Stavec

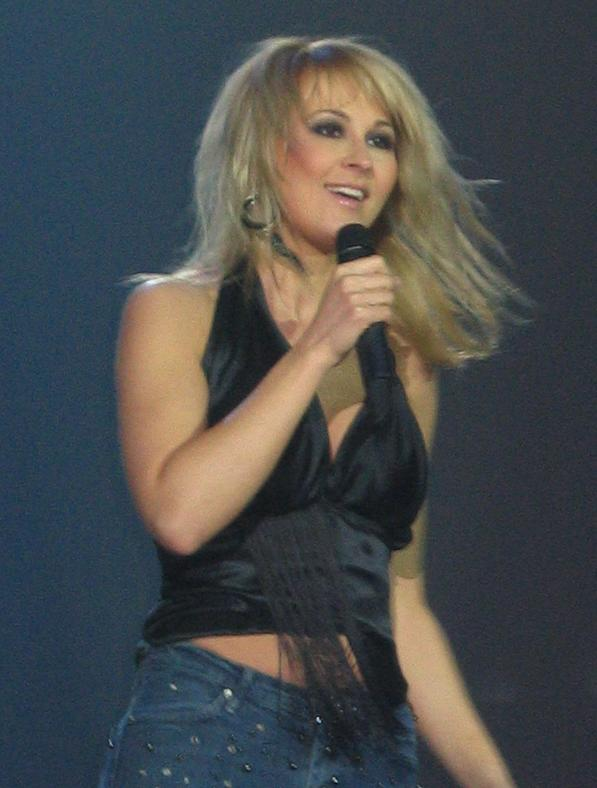
Karmen Stavec (2005)

Karmen Stavec (* 21. Dezember 1973 in Berlin) ist eine slowenische Popsängerin. Nach ihrem Abitur studierte sie Germanistik an der Universität Ljubljana.

## Hintergrund
Sie nahm dreimal (2001, 2002 und 2003) am slowenischen Vorentscheid zum Eurovision Song Contest teil. 2003 gewann sie den Vorentscheid und holte beim Finale in Riga den 23. Platz von 26. Teilnehmern. 2009 nahm sie mit dem Titel A si želiš erneut an der slowenischen Vorentscheidung teil. Sie erreichte Platz drei im Halbfinale und Platz zehn im Finale.